# Schlenkerla

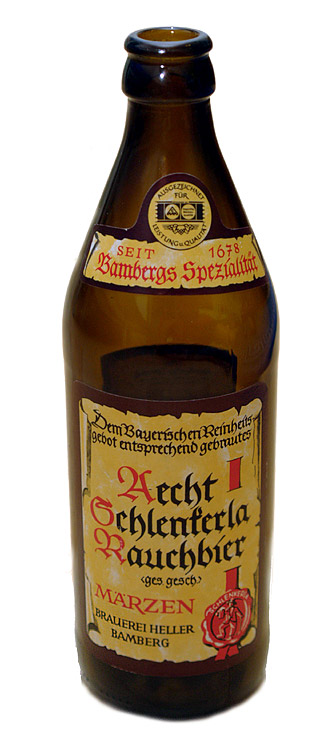
Een fles Rauchmärzen

De Duitse brouwerij Schlenkerla behoort tot de weinige brouwerijen in de wereld die nog een rookbier brouwen. De traditionele brouwerij is gevestigd in het historische centrum van Bamberg.

## Geschiedenis
De brouwerij bestond, getuige bronnen uit die tijd, al in 1405 maar is mogelijk nog ouder. Ze is gevestigd in een monumentaal gebouw uit de 14e eeuw. Oorspronkelijk heette de brouwerij Zum blauen Löwen ("bij de blauwe leeuw"). In het uithangbord van de brouwerij valt nog altijd een blauwe leeuw te herkennen. De huidige naam zou de brouwerij volgens een legende aan een oude waard te danken hebben: deze man had een ongeluk gehad en slingerde daardoor bij het lopen. Dit slingeren (Duits "schlenkern") ontwikkelde zich de spotnaam Schlenkerla (Slingertje), en deze spotnaam werd al gauw synoniem met de brouwerij zelf.

## Producten
Schlenkerla produceert rookbier. De smaak van dit bier doet sterk aan die van gerookte ham denken. Dat geldt met name voor het Aecht Schenkerla Rauchbier, het bekendste product van de brouwerij. Er wordt ook een gerookt bokbier gemaakt en twee bieren die slechts deels van gerookte mout gebrouwen worden en daardoor een lichtere smaak hebben. Verder brouwt Schlenkerla nog een lager zonder gerookte mout. 